# Popis hrvatskih veleposlanika u Boliviji
Republika Hrvatska i Višenacionalna Država Bolivija održavaju diplomatske odnose od 26. studenoga 1992. Sjedište veleposlanstva je u Santiagu.

## Veleposlanici
Hrvatska nema rezidentno veleposlanstvo u Boliviji. Veleposlanstvo Republike Hrvatske u Republici Čile pokriva Višenacionalnu Državu Boliviju, Ekvador i Republiku Peru.
| Veleposlanik          | Postavljenje       | Opoziv              | Sjedište          |
| --------------------- | ------------------ | ------------------- | ----------------- |
| Frane Krnić           | 1. veljače 1994.   | 15. kolovoza 1995.  | Santiago de Chile |
| Franjo Antun Blažević | 8. srpnja 1996.    | 31. prosinca 1998.  | Santiago de Chile |
| Ive Livljanić         | 25. svibnja 1999.  | 31. kolovoza 2003.  | Santiago de Chile |
| Boris Maruna          | 22. prosinca 2003. | 14. lipnja 2007.    | Santiago de Chile |
| Vesna Terzić          | 14. travnja 2009.  | 31. srpnja 2013.    | Santiago de Chile |
| Nives Malenica        | 30. svibnja 2014.  | 31. listopada 2018. | Santiago de Chile |

## Vanjske poveznice
- Bolivija na stranici MVEP-a